# James Rossant
James Stephan Rossant (New York, 17 agosto 1928 – Condeau, 15 dicembre 2009) è stato un architetto e artista statunitense.

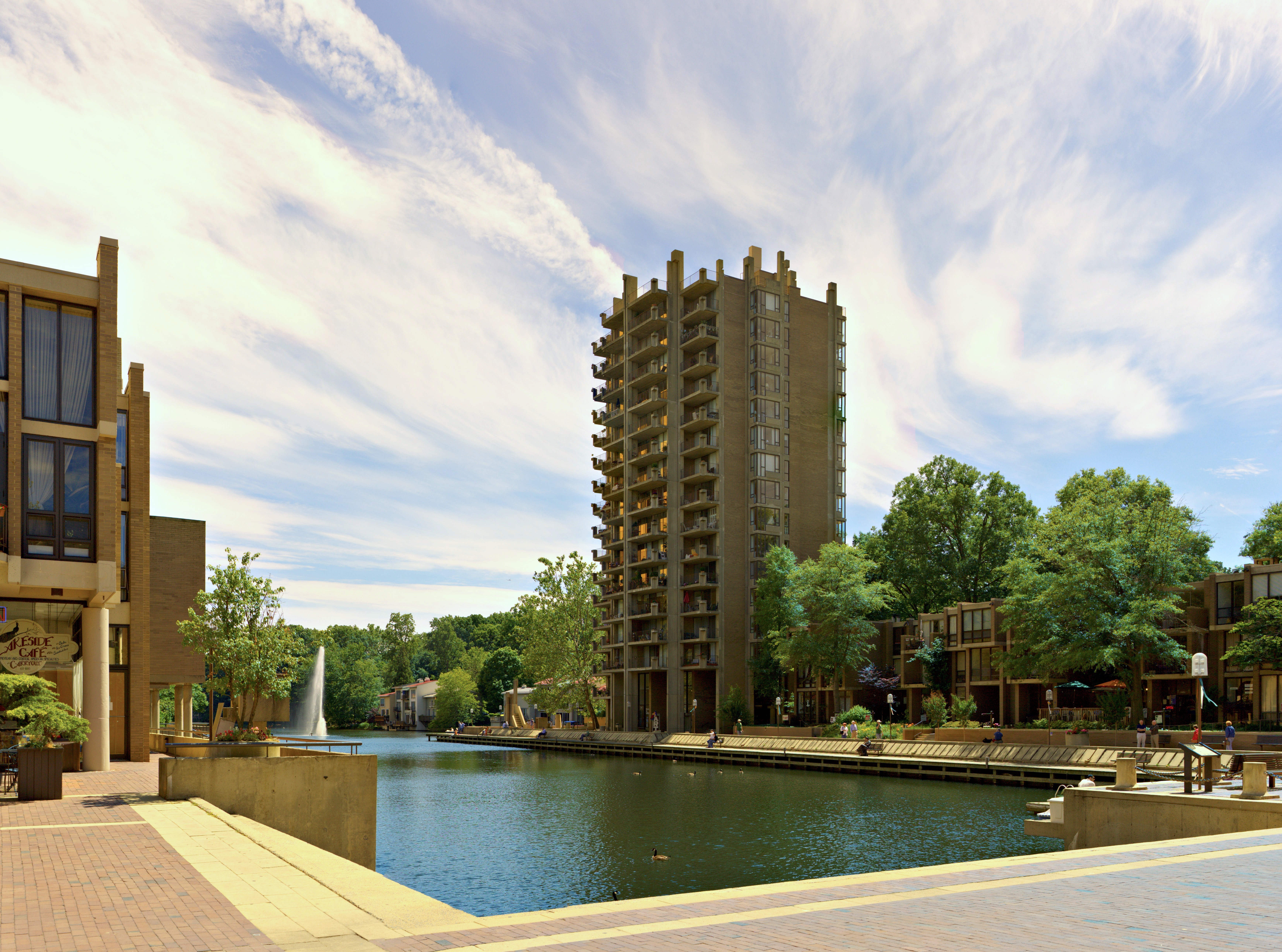
Piazza "Lake Anne", a Reston (Virginia, Stati Uniti)

Laureatosi alla Graduate School of Design' di Harvard, sposò Colette Rossant, con la quale ebbe quattro figli: Marianne, Juliette Rossant, Cecile, Tomas. 

Praticò la professione di architetto e di pianificatore urbanistico presso gli studi professionali di Albert Mayer & Julian Whittlesey, Whittlesey Conklin & Rossant, 3R. Divenne poi socio dello studio Conklin & Rossant, e titolare del James Rossant Architects. Fu per numerosi anni fellow dell'American Institute of Architects.
È noto soprattutto perché firmò i piani urbanistici delle città di Reston, di Lower Manhattan a New York, e il piano urbanistico di Dodoma capitale della Tanzania, patrocinato dall'ONU. 

Fra i più importanti edifici da lui realizzati si ricordano il Butterfield House a Grafton (nel Vermont), la Ramaz School nell'Upper East Side di Manhattan, il Two Charles Center di Baltimora. 

Meritano una menzione anche il progetto dell'U.S. Navy Memorial, e dell'Orto Botanico di Oklahoma City, un'area verde di 7 ettari, con un lago artificiale ed un museo naturale interno, arricchiti da piante e animali esotici.

## Primi anni
Nacque all'Ospedale Sydenham, un piccolo ospedale privato nel quartiere di Harlem (Manhattan), dove personale statunitense curava pazienti principalmente afroamericani, che nel primo dopoguerra fu la prima struttura sanitaria di New York ad avere una linea guida di gestione multietnica e non discriminatoria, con personale medico di ruolo e alcuni membri afroamericani nel Board
of Trustees.
Frequentò la Bronx High School of Science. Studiò quindi architettura alla Columbia University, all'Università della Florida, alla Graduate School of Design di Harvard (con il maestro tedesco Walter Gropius, fondatore del Bauhaus).

## Carriera
Appena laureato, Rossant prestò servizio militare in Europa, durante gli anni della Guerra di Corea.

### Architettura
Nel dopoguerra, lavorò in Italia con Gino Valle.

Quest'ultimo progettò nel 1965 il "Cifra3"), orologio da polso prodotto dalla Solari di Udine con il contributo dell'inventore belga John Meyer, Premio Compasso d'Oro e primo orologio con teleindicatore a palette.

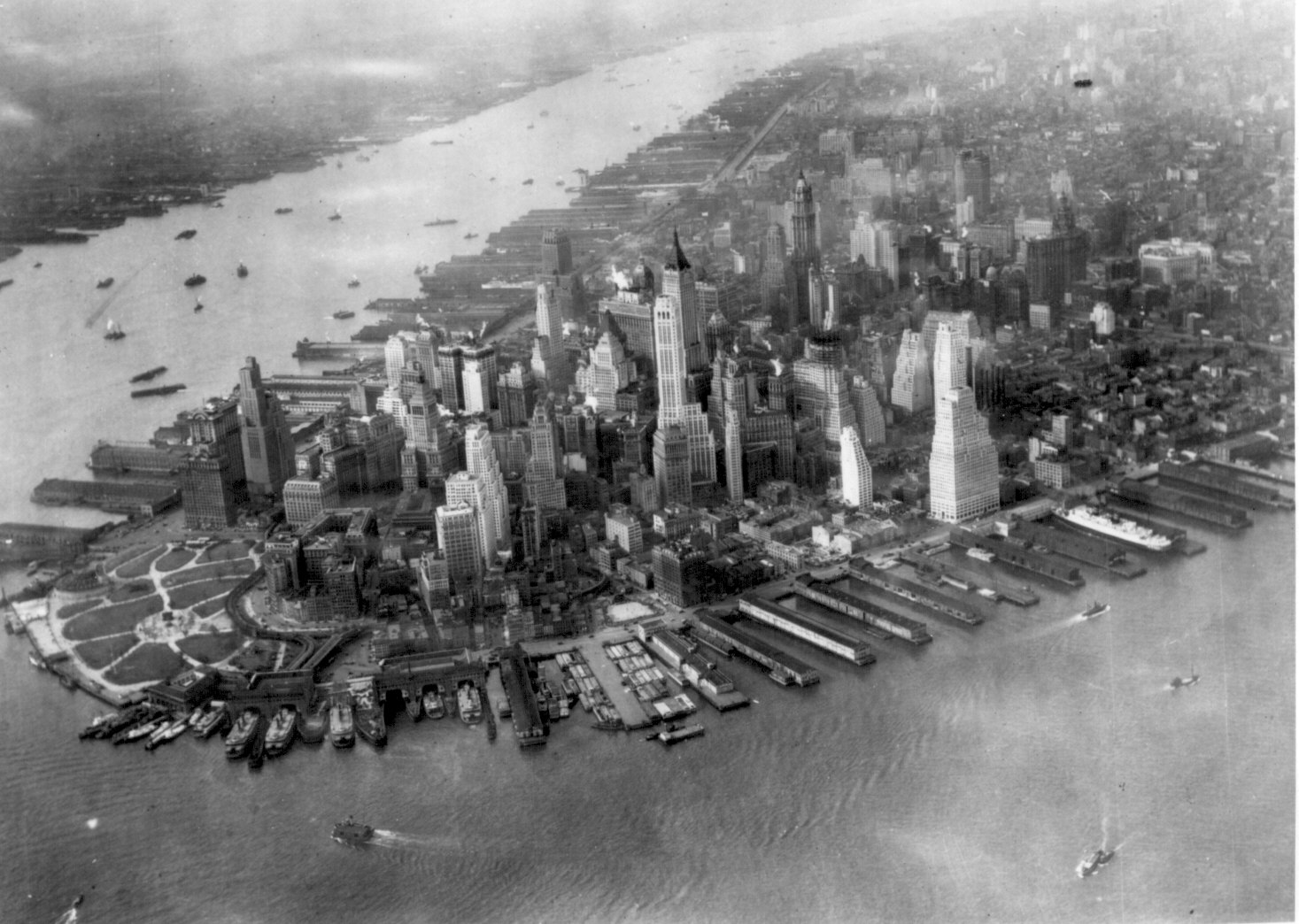
Veduta aerea di Lower Manhattan (1931), di cui Rossant et al. redassero il piano urbanistico negli anni '60

Nel 1957 lavorò presso lo studio Mayer & Whittlesey come architetto e pianificatore urbanistico. Il suo primo progetto di rilievo fu la Butterfield House di Greenwich Village nel 1962, cui seguì la collaborazione per il piano urbanistico di Lower Manhattan.

Tramite lo studio Whittlesey & Conklin, Rossant sviluppò il piano urbanistico della città di Reston, in Virginia.

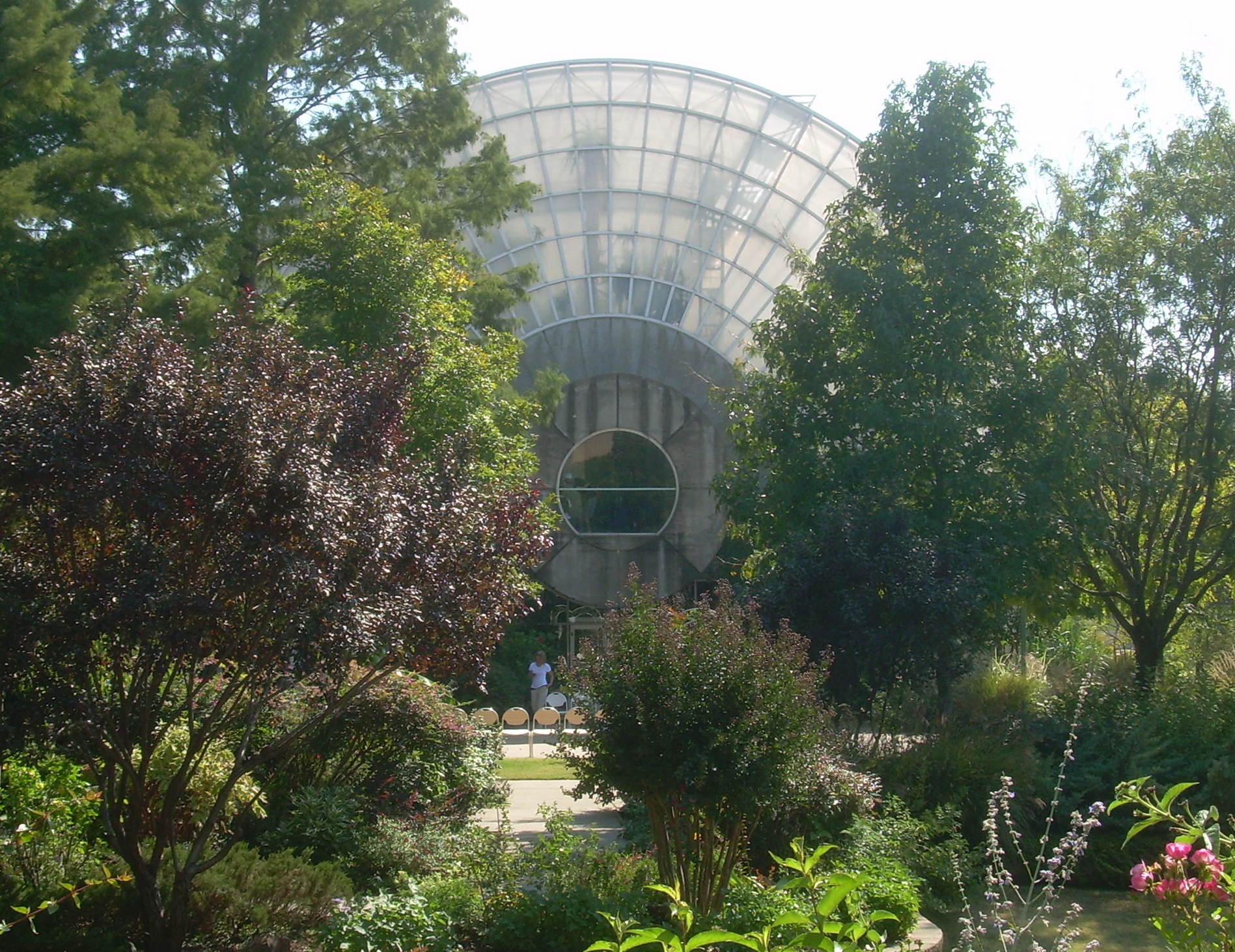
Crystal Bridge Tropical Conservatory all'Orto Botanico Myriad,
progetto di Rossant.

Le sue principali realizzazione per lo studio Conklin & Rossant furono: il Crystal Bridge dell'Orto Botanico Myriad (ad Oklahoma City)), la Ramaz School (New York City), il Two Charles Center di Baltimora, e l'U.S. Navy Memorial in Market Square (Washington).
Per conto dello studio 3R Architects, progettò il piano urbanistico di dodoma, capitale della Tanzania, con il patrocinio dell'ONU.. 

Fu membro della Public Design Commission di New York (che si occupava di progettazione architettonica ed arte).
Il 2 novembre 1971 partecipò al programma televisivo Firing Line  condotto dalla critica di architettura e Premio Pulitzer Ada Louise Huxtable, in una puntata dal titolo "Perché gli edifici di qualità non sono realizzati?" ( "Why Aren't Good Buildings Being Built?" . Nel 2015 la giornalista Rebekah Wingert-Jabi realizzò il documentario postumo dal titolo "Uno stile di vita alternativo: il caso di Reston, in Virginia" ( "Another Way of Living:  The Story of Reston, VA" ), composto da video e interviste televisive di Rossant e della moglie.

### Opere d'arte
Rossant continuò a dipingere per tutta la vita. La sua ultima esposizione pubblica ebbe luogo nel 2009 a Parigi. La sua attività nel campo della scultura comprende la realizzazione di opere d'arte in spazi pubblici come la Piazza Washington di Reston.
Nel 2009 pubblicò Città nel cielo (Cities in the Sky), una raccolta delle principali bozze architetturali e disegni preparatori elaborati nel corso di tre decenni di attività, e precedente oggetto di varie mostre espositive.
Rossant fu il curatore della parte illustrata di un certo numero di libri di cucina scritti dalla moglie.

### Insegnamento

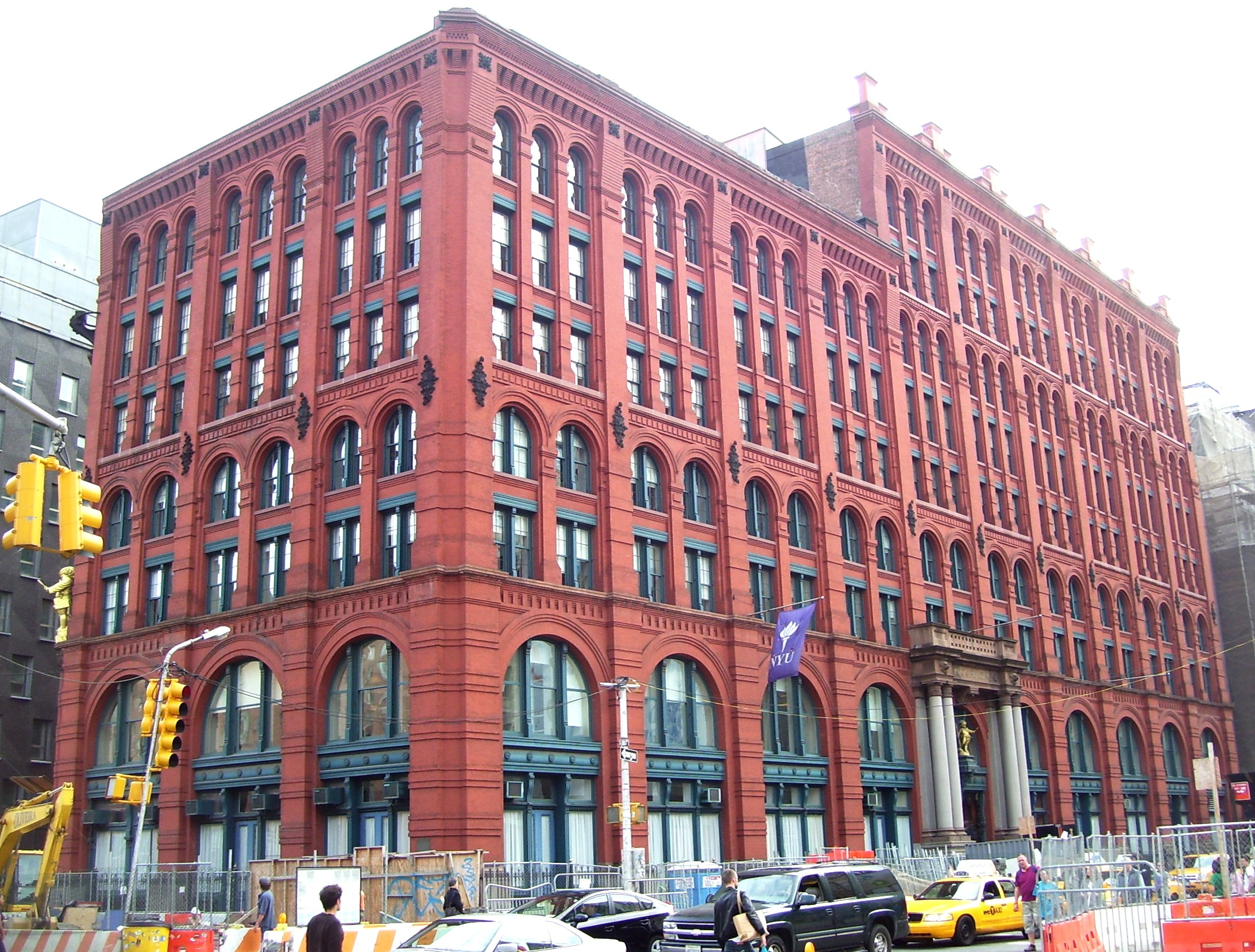
Puck Building sede storica del Pratt Institute, dove Rossant insegnò per numerosi anni

Dal 1970 al 2005 Rossant insegnò architettura all'Istituto Pratt di Brooklyn, e Progettazione Urbanistica alla Scuola di Pubblica Amministrazione dell'Università di New York, negli anni compresi fra il 1975 e il 1983. In veste di lettore accademico, tenne alcune cicli di lezioni nell'Università nazionale di Singapore, nell'Università americana di Beirut, ad Harvard, nell'Università della Virginia, ed alla Columbia University..

## Vita privata e morte
Il giornalista Murray Rossant è il fratello di James.

Negli anni in cui era arruolato nell'esercito in Europa, James Rossant sposò la franco-americana Colette Palacci, una nota giornalista e scrittrice di libri di cucina, appartenente ad una famiglia ebraica sefardita originaria della penisola iberica. Negli anni '50 la coppia fece ritorno negli Stati Uniti, dove ebbe quattro figli.
Morì a Condeau, nella Contea del Perche (Bassa Normandia), a seguito delle complicazioni di una forma cronica di leucemia (CLL), della quale era affetto da alcuni anni. Lasciò la moglie Colette (scrittrice e critica di libri di cucina, biografa), e quattro figli: Marianne (educatrice), Juliette (scrittrice e giornalista), Cecile (scrittrice e architetto), e Tomas (architetto); ed infine otto nipoti.
Suo nipote John Rossant è il fondatore della New Cities Foundation, organizzazione internazionale e senza scopo di lucro che si occupa del futuro dei centri urbani.

## Opere
Rossant scrisse un'autobiografia che pubblicò e condivise nel proprio ambito familiare.
Scritti:
- (EN) James Rossant, Lower Manhattan Plan: The 1966 vision for downtown New York:  Essays by Ann Buttenwieser, Paul Willen, and James Rossant, a cura di Carol Willis, New York, Princeton Architectural Press, 2002. URL consultato il 16 ottobre 2016.
- (EN) James Rossant, Cities in the Sky, San Francisco, Blurb, 6 agosto 2009. URL consultato il 16 ottobre 2016.
- Pubblicazioni (raccolta)[19]

Disegni:
- (EN) Colette Rossant, Cooking with Colette, with drawings by James Rossant, New York, Scribner, 1975. URL consultato il 16 ottobre 2016.
- (EN) Colette Rossant, Colette's Slim Cuisine, with drawings by James S. Rossant, New York, Morrow, 1983. URL consultato il 16 ottobre 2016.